# Eburia amabilis
Eburia amabilis es una especie de coleóptero crisomeloideo de la familia Cerambycidae.

## Distribución
Es originaria de Islas Galápagos y Panamá.